# Большая Боровня
Большая Боровня — деревня в Черновском сельском поселении Сланцевского района Ленинградской области.

## История
Деревня Боровня упоминается на карте Санкт-Петербургской губернии Ф. Ф. Шуберта 1834 года.

БОРОВНЯ 1-я — деревня принадлежит князю Михайле Дондукову-Корсакову, число жителей по ревизии: 19 м. п., 25 ж. п.

БОРОВНЯ — деревня принадлежит господину Мейеру, число жителей по ревизии: 37 м. п., 36 ж. п. (1838 год)

Как единая деревня Боровня она отмечена на карте профессора С. С. Куторги 1852 года.

БОРОВНЯ 1-я и 2-я — деревни князя Дондукова-Корсакова и господина Майера, по просёлочной дороге, число дворов — 18, число душ — 73 м. п. (1856 год)

БОРОВНЯ — деревня владельческая при колодце, число дворов — 17, число жителей: 58 м. п., 59 ж. п.

БОРОВНЯ — деревня владельческая при ручье безымянном, число дворов — 5, число жителей: 20 м. п., 23 ж. п. (1862 год) 

В XIX — начале XX века деревня административно относилась к Выскатской волости 1-го земского участка 1-го стана Гдовского уезда Санкт-Петербургской губернии.
Согласно Памятной книжке Санкт-Петербургской губернии 1905 года деревня образовывала Боровенское сельское общество.
- Деревня Большая Боровня на карте 1919 года

Согласно карте Петроградской и Эстляндской губерний 1919 года деревня называлась Боровня.
С 1917 по 1922 год смежные деревни Большая Боровня и Малая Боровня входили в состав Кольцовской волости Гдовского уезда.
С 1922 года, в составе Тихвинского сельсовета Выскатской волости.
С 1924 года, в составе Боровенского сельсовета.
С августа 1927 года, в составе Рудненского района.
С 1928 года, в составе Черновского сельсовета Кингисеппского района. В 1928 году общее население деревни составляло 372 человека.
По данным 1933 года деревня Большая Боровня и Малая Боровня входили в состав Черновского сельсовета Кингисеппского района.
С января 1941 года, в составе Сланцевского района.
Деревня была освобождена от немецко-фашистских оккупантов 2 февраля 1944 года.
С 1963 года, в составе Кингисеппского района.
По состоянию на 1 августа 1965 года деревня Большая Боровня входила в состав Черновского сельсовета Кингисеппского района. С ноября 1965 года, вновь в составе Сланцевского района. В 1965 году население деревни составляло 40 человек.
По данным 1973 и 1990 годов деревня Большая Боровня входила в состав Черновского сельсовета Сланцевского района.
В 1997 году в деревне Большая Боровня Черновской волости проживали 7 человек, в 2002 году — 12 человек (все русские).
В 2007 году в деревне Большая Боровня Черновского СП проживали 12, в 2010 году — 36 человек.

## География
Деревня расположена в северной части района близ автодороги 41К-005 (Псков — Краколье), с которой соединена подъездом 41К-790.
Расстояние до административного центра поселения — 9 км.
Расстояние до ближайшей железнодорожной платформы Ищево — 2 км.
Через деревню протекает река Боровенка.

## Демография
| 1862 | 2007 | 2010 | 2017 |
| ---- | ---- | ---- | ---- |
| 160  | ↘12  | ↗36  | ↗41  |